# 강은주 (양궁 선수)
강은주(1995년 2월 1일~)는 조선민주주의인민공화국의 양궁 선수이다. 2013년 양궁 월드컵 예선을 통해 국제 대회에 데뷔했고, 그해 말 2013년 세계 양궁 선수권 대회와 2014년 아시안 게임 양궁, 2015년 세계 양궁 선수권 대회에 참가했다.